# Unger (Adelsgeschlecht)

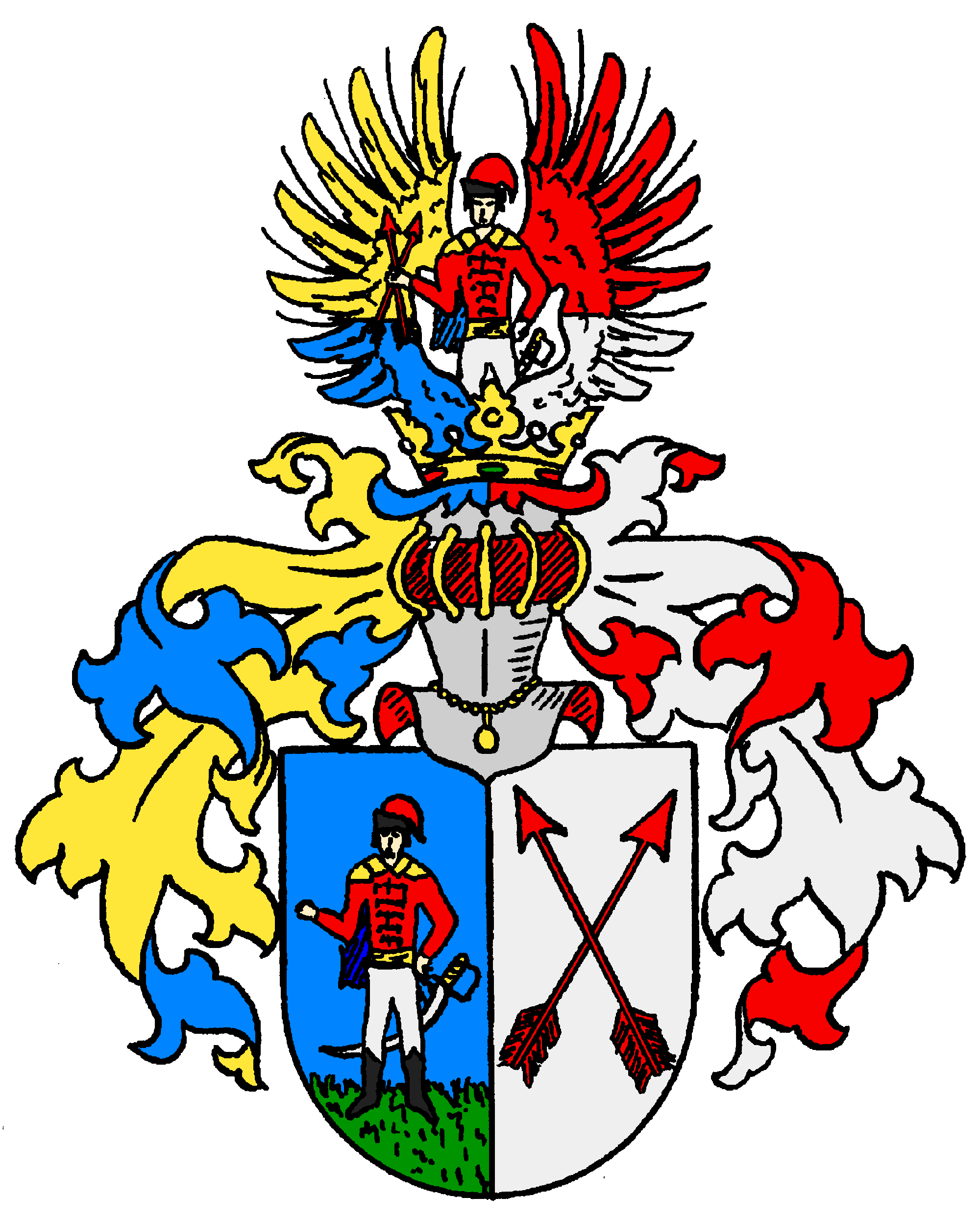
Wappen derer von Unger

Unger ist der Name eines aus dem Erzgebirge stammenden Adelsgeschlechts.

## Geschichte
Die Stammreihe des Geschlechts beginnt in Sosa bei Eibenstock mit Markus Unger, urkundlich 1587. Johann Friedrich Unger (1714–1781), herzoglich braunschweigischer Geheimer Justizrat, wurde am 8. Januar 1776 den rittermäßigen Adelsstand erhoben.

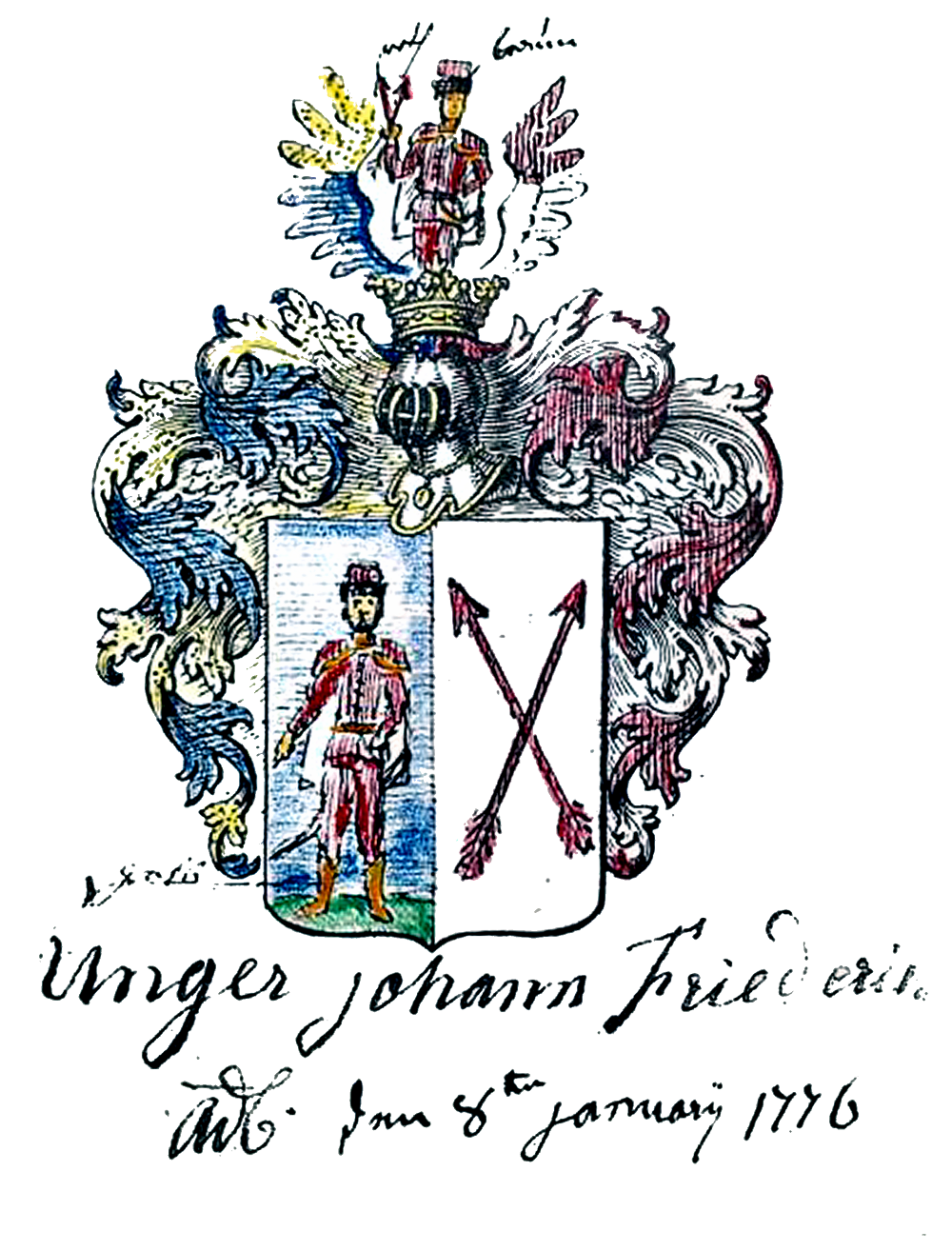
Wappen derer von Unger

## Wappen
Das Wappen von 1776 ist gespalten. Es zeigt rechts in Blau auf grünem Boden einen vorwärts gekehrten Ungarn in gold-besetzter roter Husarenkleidung, links in Silber zwei aufrecht geschrägte rote Pfeile. Auf dem Helm mit rechts blau–goldenen, links rot–silbernen Decken der Ungar wachsend mit den Pfeilen in der Rechten zwischen einem offenen, rechts von Gold und Blau, links vom Rot und Silber geteiltem Flug.

## Bekannte Familienmitglieder
- Johann Friedrich von Unger (1714–1781), Geheimer Rat in Braunschweig
- Fritz von Unger (1817–1893), preußischer Landstallmeister in Celle
- Ernst von Unger (1831–1921), preußischer General der Kavallerie
- Kurt von Unger (1859–1931), preußischer General der Kavallerie
- Wolfgang von Unger (1855–1927), preußischer General der Kavallerie, Militärhistoriker, Verfasser der Biografien Blücher und Gneisenau, Shakespeare-Übersetzer
- Friedrich von Unger (1885–1972), deutscher Generalmajor
- Karl (1890–1987), zwischen den Kriegen Vorstand der Dyckerhoff Werke, Oberst d.R. beim Sturm auf Ypern (1914), Träger des Eisernen Kreuzes, nahm in Paris als Organisator des 20. Juli 1944 aktiv am Widerstand gegen den Nationalsozialismus teil.
- Hanskarl von Unger (1930–2021), Abgeordneter des nordrhein-westfälischen Landtags (1980–1995), Rechtsritter des Johanniterordens, Organisator der Ungerschen Familientage